# AT&T拜倫尼爾森高球賽
第一屆濟正盃拜倫·尼爾森（The CJ Cup Byron Nelson）是美國高爾夫球PGA巡迴賽的一項賽事，於每年五月在得克薩斯州的錦標賽球員俱樂部 - 克雷格牧場舉行。該錦標賽最初於 1944 年舉辦，名為達拉斯公開邀請賽，1968 年更名為拜倫尼爾森精英賽。它是達拉斯-沃斯堡大都會區舉辦的兩項錦標賽之一，直到 2020 年，該地區是唯一舉辦兩場錦標賽的地區。 在 2021 年至 2023 年疫情期間，拉斯維加斯和薩凡納舉辦了兩場賽事，第二場新增賽事由 제일 제당 贊助，後者後來接管了 2024 賽季拜倫·尼爾森的贊助。 這些錦標賽分別在拉斯維加斯（2021 年和 2022 年賽季）和薩凡納（2023 年賽季）舉行。
。

## 外部連結
- 官方网站
- Coverage on the PGA Tour's official site（页面存档备份，存于）
- Media Guide

32°51′50″N 96°57′29″W / 32.864°N 96.958°W